# ジュリアン・デ・グズマン
ジュリアン・ボビー・デ・グズマン（Julian Bobby de Guzman, 1981年3月25日 - ）は、カナダ・オンタリオ州トロント出身の元同国代表サッカー選手、サッカー指導者。現役時代のポジションはMF。
OFIクレタでプレイしているジョナサン・デ・グズマンは弟である。父親はフィリピン人、母親はジャマイカ人である。

## 経歴
1.FCザールブリュッケンでキャリアをスタート。2002年にハノーファー96に移籍、2005年にデポルティーボ・ラ・コルーニャへ移籍した。2009年、トロントFCに移籍した。

## 代表歴
2001 FIFAワールドユース選手権に出場した。2002年のCONCACAFゴールドカップマルティニーク代表戦でデビューし、2007年、2009年に出場。2007年にはMVPとベストイレブンに2009年にはベストイレブンに選出された。

## タイトル
クラブ
1.FCザールブリュッケン
- ザールラント・ポカール 2001-02

デポルティーボ・ラ・コルーニャ
- トロフェオ・テレサ・エレーラ 2005, 06, 07, 08
- UEFAインタートトカップ 2008

トロントFC
- カナディアン・チャンピオンシップ 2010,11,12

個人
- デポルティーボ・ラ・コルーニャ年間最優秀選手 2007-08
- CONCACAFゴールドカップ MVP 2007
- CONCACAFゴールドカップ ベストイレブン 2007,09
- カナダ年間最優秀選手 2008
- カナダ月間最優秀選手 2012/6